# Сыркин, Иван Спиридонович
Иван Спиридонович Сыркин (1916—1944) — старшина Рабоче-крестьянской Красной Армии, участник Великой Отечественной войны, Герой Советского Союза (1944).

## Биография
Иван Сыркин родился в 1916 году в селе Озёрное (ныне — Заринский район Алтайского края). После окончания шести классов школы и курсов трактористов работал в колхозе. В 1937—1939 годах проходил службу в Рабоче-крестьянской Красной Армии. В сентябре 1941 года Сыркин повторно был призван в армию. С октября того же года — на фронтах Великой Отечественной войны.
К марту 1944 года старшина Иван Сыркин командовал взводом 859-го стрелкового полка 294-й стрелковой дивизии 52-й армии 2-го Украинского фронта. Отличился во время освобождения Молдавской ССР. 25 марта 1944 года в бою за станцию Рауцел Фалештского района Сыркин заменил собой выбывшего из строя командира роты и возглавил отражение нескольких немецких контратак. 30 мая 1944 года Сыркин погиб в бою. Похоронен в посёлке Котул-Иван к северу от Ясс.
Указом Президиума Верховного Совета СССР от 13 сентября 1944 года старшина Иван Сыркин посмертно был удостоен высокого звания Героя Советского Союза. Также посмертно был награждён орденом Ленина.
В честь Сыркина названы улицы в Заринске и Рауцеле, установлен бюст в Заринске.